# Ciomakovți, Plevna
Ciomakovți (în bulgară Чомаковци) este un sat în comuna Cerven Breag, regiunea Plevna,  Bulgaria. 

## Demografie
Componența etnică a satului Ciomakovți
     Bulgari (71,75%)
     Romi (3,08%)
     Nicio identificare (24,36%)
     Altele (1,32%)
La recensământul din 2011, populația satului Ciomakovți era de 1.133 locuitori. Din punct de vedere etnic, majoritatea locuitorilor (71,75%) erau bulgari, cu o minoritate de romi (3,08%). Pentru 24,36% din locuitori nu este cunoscută apartenența etnică.